# Élie Merlat
Élie Merlat, né à Saintes en mars 1634 et mort à Lausanne le 16 ou le 18 novembre 1705, est un pasteur et théologien réformé français exilé en Suisse.
Issu d'une famille réformée, il poursuit des études de théologie puis devient pasteur à Saintes. Il est condamné au bannissement de France en 1680, à cause de ses écrits antijansénistes. Réfugié en Suisse, il s'installe à Lausanne, où il est également pasteur et devient professeur de théologie à l'académie de Lausanne. Il y écrit notamment un livre qui défend l'absolutisme de Louis XIV, au nom de l'obéissance divine, et publie plusieurs sermons.

## Biographie

### Famille
Élie Merlat naît à Saintes en mars 1634. Il est issu d'une famille de notables. Son grand-père, Pierre, est avocat à Pons. Son père, Élie, est également avocat, au présidial de Saintes. Sa mère, Catherine Sarrazin, peut-être originaire de Pons, semble être une femme instruite. Ils ont dix enfants, dont quatre atteignent l'âge adulte : Élie, seul garçon survivant, et ses trois sœurs Jeanne, Madeleine et Élisabeth.
Élie Merlat père participe à la vie des Églises réformées. Membre du consistoire de Mirambeau, il fait partie de la délégation régionale d’Aunis, des Îles, de Saintonge et d’Angoumois au synode national de Castres de septembre 1626.

### Formation
Élie Merlat fils reçoit l'éducation qui correspond à son milieu. Il fréquente le collège de Saintes, pourtant tenu par des jésuites, passe une année préparatoire à Pons chez sa sœur Jeanne et son beau-frère, Samuel Prioleau. Il suit ensuite les cours de l'académie de Saumur pendant quelques années à partir de 1648 ou 1649 puis poursuit ses études de théologie à l'académie de Montauban, où il fait la connaissance d'Étienne Pallardy, qui consacrera plus tard un livre à son ami.
De septembre 1656 à mai 1657, Élie Merlat et Étienne Pallardy parcourent l'Europe de l'Ouest réformée. Ils séjournent environ six mois à Genève, après être passés par Nîmes et Lyon. Ils rejoignent ensuite Bâle par Lausanne et Berne puis descendent le Rhin, passant à Strasbourg, Heidelberg, Mannheim, Worms, Mayence, Francfort, Coblence et Cologne. Leur but est les Provinces-Unies, où ils vont à Utrecht, Amsterdam et Leyde. C'est là qu'ils apprennent qu'un poste de pasteur est devenu vacant à Saintes par le décès de son titulaire et que l'Église de Saintes songe à Élie Merlat pour ce poste. Ils décident de revenir en France, en passant par Londres.

### Pasteur à Saintes
Le 20 juin 1657, lors du synode provincial de La Roche-Chalais, Élie Merlat, soutenu par l'Église de Saintes, présente sa candidature au poste de pasteur de Saintes, mais il est écarté, parce ses positions sont jugées trop hardies. Cet ajournement est peut-être la conséquence d'une volonté de favoriser un autre candidat, mais il peut aussi être la traduction d'un conflit entre les pasteurs du Centre-Ouest et l'académie de Saumur. Ces pasteurs critiquent notamment l'enseignement de Moïse Amyraut, dont Élie Merlat a suivi les cours. Finalement, il est reçu comme pasteur un an plus tard, le 28 mai 1658, au synode provincial qui a lieu à Villefagnan.
Élie Merlat devient un des deux pasteurs de l'Église réformée de Saintes et occupe ce poste jusqu'à son bannissement du royaume de France le 5 juillet 1680. L'Église réformée de Saintes est, dans sa province, une des quatre qui entretient deux pasteurs, avec celles de La Rochelle, de Saint-Jean-d'Angély et de Marennes, mais l'autre titulaire, Pierre Binaud, n'est pas remplacé à sa mort en 1678. Au moment de son arrestation, Élie Merlat est donc le seul pasteur de Saintes. À ce moment, les protestants saintais, dont les effectifs décroissent, sont au plus 800, soit entre 10 % et 15 % de la population de la ville. Dans le diocèse de Saintes, les protestants représentent sans doute au début des années 1680 entre le cinquième et le quart de la population.

### Procès et bannissement
Guillaume de La Brunetière du Plessis-Gesté, évêque de Saintes, est à l'origine de la procédure qui aboutit au bannissement du royaume d'Élie Merlat. En 1676, Élie Merlat publie à Saumur un livre intitulé : Réponse générale au Livre de M. Arnaud intitulé « Le renversement de la morale de Jésus Christ ». Dans cet ouvrage, Merlat cherche à défendre le protestantisme contre les attaques contenues dans le livre du théologien janséniste Antoine Arnauld. Le livre de Merlat s'attire une réponse du vicaire général de l'évêché de Saintes trois ans après, en 1679. Il s'agit d'un livre intitulé : Défense du Livre du Renversement de la morale de Jésus Christ par les erreurs des Calvinistes touchant la justification, contre la réponse de M. Merlat par M. Le Feron.
En juin 1679, Élie Merlat est arrêté par le lieutenant criminel du présidial de Saintes. Il est interrogé sur ses prêches et surtout sur son livre. Déclaré « dûment atteint et convaincu d'avoir contrevenu aux Edits et Déclarations du Roi, et Arrêts de son Conseil ; et d'avoir témérairement et séditieusement prêché ; et composé un livre sans permission du Roi ou du Magistrat, rempli de diverses propositions hérétiques, impies, séditieuses, pernicieuses, outrageuses à l'Église Catholique, tendant à rendre abominables ceux qui la professent, de dangereuse conséquence pour l'État, et propre à établir de nouvelles hérésies non tolérées dans le Royaume », il est condamné le 17 août 1679 à rétracter ses propositions et à payer trois mille livres d'amende. Son livre est interdit et doit être brûlé. Le procureur du roi, qui espère une condamnation plus sévère, et Élie  Merlat font, chacun de leur côté, appel de cette condamnation auprès du parlement de Bordeaux.
Élie Merlat va être désavantagé par l'édit de 1679 qui supprime les chambres mi-parties de Languedoc, de Guyenne et de Dauphiné. En conséquence, le parlement de Bordeaux n'a plus de magistrats protestants. Transféré de la prison de Saintes à celle de La Réole, où siège le parlement de Bordeaux, Élie Merlat propose que l'université de Bordeaux examine son livre, mais celle-ci en condamne le contenu. Il doit se rétracter publiquement, les fers aux pieds. Le 5 juillet 1680, le parlement de Bordeaux le condamne au bannissement, à une amende de mille livres et à six cents livres d'aumône. Son livre doit être brûlé. Il se dépêche de quitter la France pendant l'été. Élie Merlat est ainsi le premier pasteur banni de France sous Louis XIV.
Selon le récit d'Étienne Pallardy, l'évêque de Saintes Guillaume de La Brunetière du Plessis-Gesté poursuit Élie Merlat à cause d'une affaire personnelle. Une demoiselle de Boisrond, fille convertie au catholicisme d'un noble protestant, sollicite Élie Merlat pour qu'il intercède en sa faveur auprès de son père, fâché contre elle. Le pasteur lui demande d'abord de revenir au protestantisme, ce qu'elle refuse. Étienne Pallardy ajoute : « Comme il n’est rien de plus à craindre qu'une courtisane qui se croit offensée et qui a du pouvoir. La demoiselle porta ses plaintes à M. l'évêque qui embrassa les intérêts de sa bien-aimée et promit qu'il la vengerait ». En fait, l'action de l'évêque de Saintes contre Élie Merlat, qui commence par une plainte à propos des bancs dans le temple, s'inscrit dans un contexte d'offensive générale du clergé catholique contre les protestants depuis 1675, alors que la volonté royale est de plus en plus, dans les années 1679-1680, de permettre ces attaques. Élie Merlat se défend d'abord devant le présidial de Saintes, puis tente de faire de son procès en appel à Bordeaux un espace de controverse religieuse, mais la législation ne le permet plus, et, finalement, le pasteur s'incline devant la volonté royale. 

Livres publiés par Élie Merlat
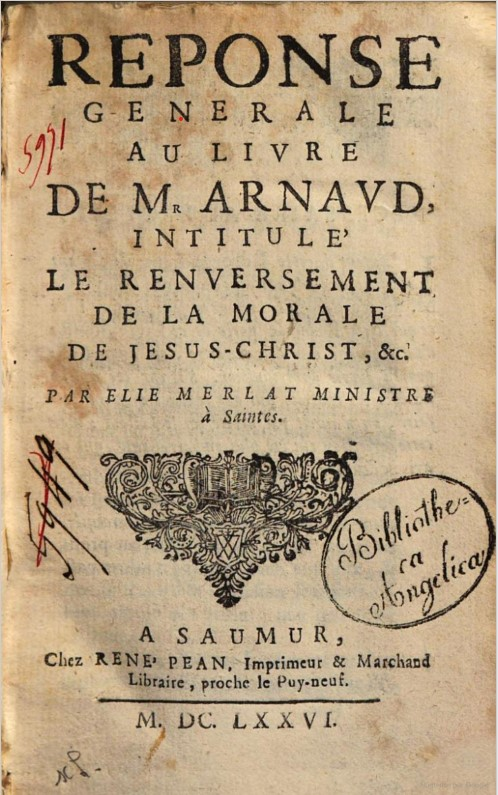
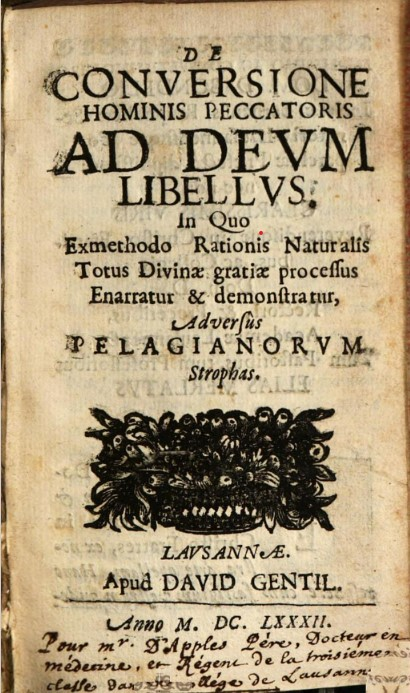
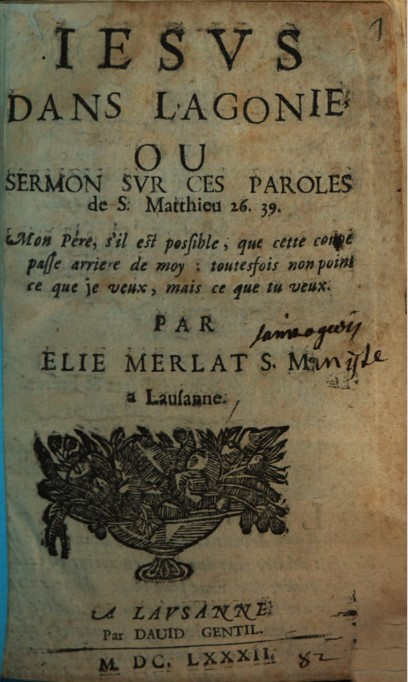
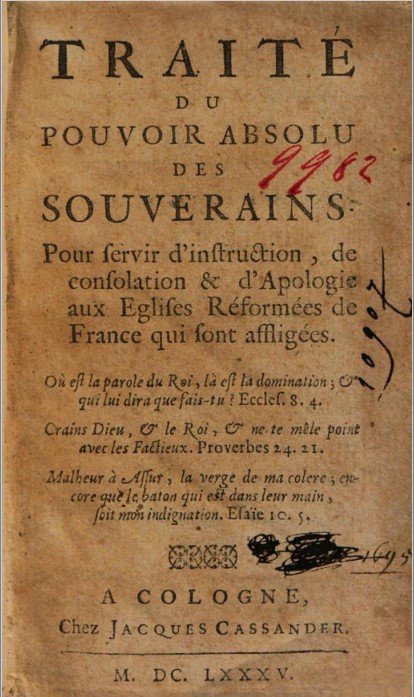
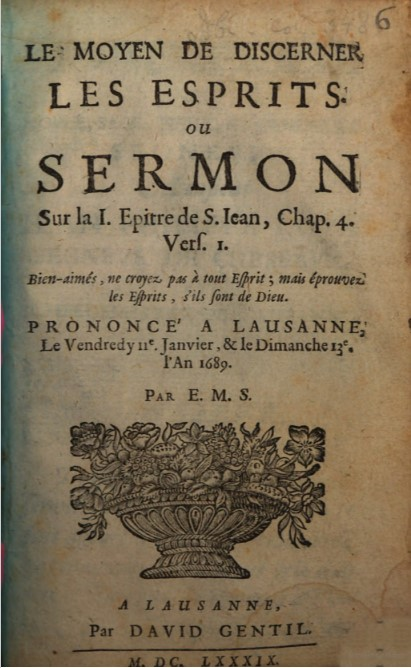
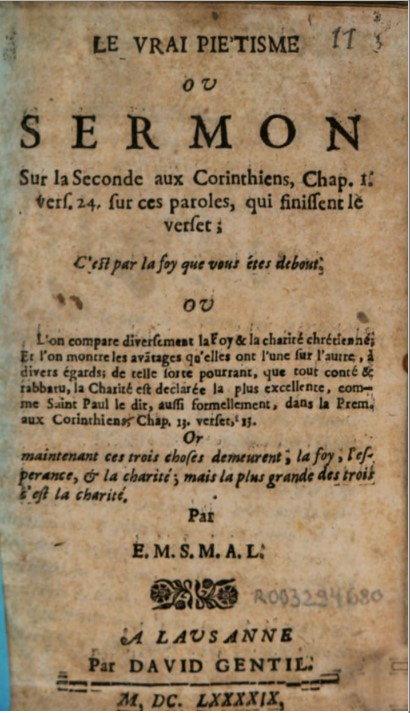
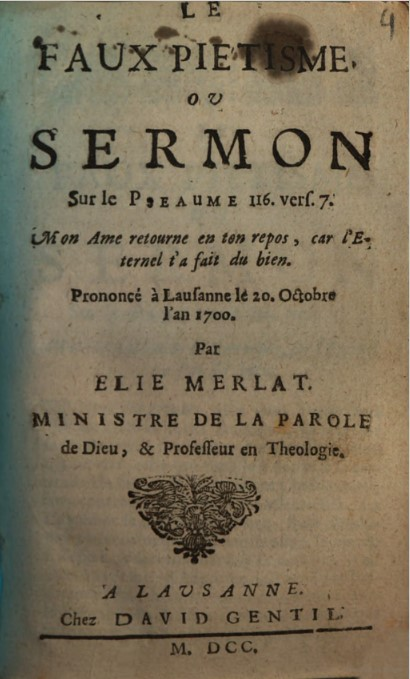

### Pasteur et théologien en Suisse
Élie Merlat s'exile alors en Suisse, d'abord à Genève puis à Lausanne. Dans cette ville, il obtient un poste de pasteur le 24 septembre 1680, avant d'être nommé professeur de théologie protestante à l'Académie de Lausanne,. Il est pasteur de 1680 à 1700 et professeur de théologie de 1682 à 1701. Il est un théologien cultivé et un prédicateur talentueux. Ses sermons, dans lesquels il défend ardemment la foi protestante et montre de la compassion pour les huguenots persécutés, captivent l'auditoire.
En 1685, deux mois avant la révocation de l'édit de Nantes,, Élie Merlat publie, anonymement, un Traité du pouvoir absolu des Souverains où il défend une thèse absolutiste. Selon lui :

« Les souverains, à qui Dieu a permis de parvenir au pouvoir absolu, n'ont aucune loy qui les règle à l'égard de leurs sujets ; leur seule volonté est leur loy. et ce qui leur plaît, leur est licite, dans cette relation à ceux sur qui ils dominent ; quoy que Dieu doive un jour examiner leur compte, et les punir de leurs injustices, s'ils en commettent ; De là résulte l'impunité universelle de leurs actions parmi les hommes ; et l'engagement des peuples à souffrir sans rébellion, tout ce que de tels Princes peuvent leur faire souffrir ; n'y ayant que Dieu seul qui est droit de les venger, comme il n'y a que luy qui ait pû donner l'autorité illimitée. »

Soutenu par Pierre Bayle, Élie Merlat défend le loyalisme envers le roi, parce que le pouvoir de ce dernier est absolu,. Élie Merlat va plus loin que les théories de Pierre Bayle dans son soutien à l'absolutisme. Son livre est l'un des plus absolutistes de son temps, plus que le Léviathan de Thomas Hobbes qu'Élie Merlat cite. Prenant appui sur sa propre expérience, Merlat développe l'idée que le chrétien doit endurer passivement les souffrances infligées par le pouvoir absolu, expression de la volonté divine. Condamnant la révolte armée des huguenots pendant les guerres de Religion et les arguments des monarchomaques, il s'adresse à la fois aux huguenots qui sont en France et au roi. La théorie politique d'Élie Merlat est déjà anachronique à son époque : au nom de la foi et de l'obéissance, il reste imperméable aux progrès de l'individualisme et de l'esprit critique. Pour lui, l'adoration de Dieu et la vénération du roi se ressemblent. Il cherche aussi à convaincre Louis XIV que les huguenots lui obéissent, parce que c'est un commandement de Dieu, auquel ils ne peuvent se dérober, et que la tolérance religieuse garantit la paix. Les positions d'Élie Merlat suscitent la controverse à l'intérieur du protestantisme.
En 1689, dans son sermon Le moyen de discerner les esprits, Élie Merlat réfute les affirmations des nouveaux prophètes apparus dans le protestantisme réformé, notamment dans les assemblées du désert après la révocation de l'édit de Nantes. Selon lui, ils sont de « prétendus inspirés ». Il développe l'exemple de la jeune bergère Isabeau Vincent, de Crest, dans le Dauphiné, qui, en 1688, âgée d'environ quatorze ans, prophétise et exhorte à la foi. Pour lui, elle et les autres petits prophètes, qu'il compare aux anabaptistes révoltés à Münster, ne doivent pas être suivis par les fidèles.
En 1699 et en 1700, Élie Merlat publie également des sermons sur le vrai et le faux piétisme. Il met notamment en garde contre la négligence des œuvres et l'orgueil spirituel. Le thème est repris quelques décennies plus tard par le pasteur bâlois Pierre Roques.
Élie Merlat meurt à Lausanne le 16 ou le 18 novembre 1705,.

### Mariages
Élie Merlat s'est marié trois fois, d'abord avec Jeanne de Vignolles, puis avec Marguerite Gervereau et enfin, en 1683, avec Jeanne-Marie de Seigneux.

## Œuvres
- Réponse générale au livre de M. Arnaud intitulé Le renversement de la morale de Jésus Christ, Saumur, René Péan, 1676, 510 p. (lire en ligne).
- (la) De  Conversione  Hominis  Peccatoris  ad  Deum  Libellus;  In  Quo,  Ex  methodo  Rationis  naturalis  totus  Divinae  gratiae  processus  Enarratur  et  demonstratur,  Adversus  Pelagianorum  strophas, Lausanne, David Gentil, 1682, 219 p. (lire en ligne).
- Jésus dans l'agonie: ou sermon sur ces paroles de S. Matthieu 26, 39, Lausanne, David Gentil, 1682, 51 p. (lire en ligne).
- Traité du pouvoir absolu des souverains : pour servir d'instruction, de consolation et d'apologie aux Églises réformées de France qui sont affligées, Cologne, Jacques Cassander, 1685, 336 p. (lire en ligne).
- Le moyen de discerner les esprits ou sermon sur la I. épître de S. Jean, Chap. 4, vers. 1, Lausanne, David Gentil, 1689, 95 p. (lire en ligne).
- Le vrai piétisme ou Sermon sur la seconde aux Corinthiens, chap. I. vers. 24 sur ces paroles, qui finissent le verset, Lausanne, David Gentil, 1699, 56 p. (lire en ligne)
- Le faux piétisme: ou sermon sur le pseaume 116. vers. 7, Lausanne, David Gentil, 1700, 61 p. (lire en ligne).

#### Document datant de l'Ancien Régime
- Étienne Pallardy, Mémoires touchant la vie de Monsr Merlat, Ministre et Professeur dans Lausanne faits par M. Estienne Pallardy, Ministre réfugié à Delft en Hollande, son intime Ami, 1711.

#### Historiographie
- Hubert Bost et Didier Poton, « Le rapport des réformés au pouvoir au XVIIe siècle. Élie Merlat ou la fin d'un monde », dans Hubert Bost (dir.), Genèse et enjeux de la laïcité, Genève, Labor et Fides - Faculté de théologie protestante de Montpellier, coll. « Le champ éthique », 1990, 228 p. (ISBN 978-2-8309-0614-1).
- Toni Cetta, « Elie Merlat », dans Dictionnaire historique de la Suisse, 5 novembre 2008 (lire en ligne).
- Pierre Dez, « À propos de l'affaire E. Merlat : deux lettres (1680) », Bulletin de la Société de l'histoire du protestantisme français, vol. 83, no 2,‎ 1934, p. 277–280 (ISSN 0037-9050, lire en ligne, consulté le 23 décembre 2024).
- (en) Walter Grossmann, « Elie Merlat on discernment of false inspiration », Revue de synthèse, vol. 111, no 4,‎ 28 juin 1990, p. 423–433 (ISSN 1955-2343 et 0035-1776, DOI 10.1007/BF03181056, lire en ligne, consulté le 26 décembre 2024).
- Eugène Haag et Émile Haag, « Merlat (Élie) », dans La France protestante : Vies des protestants français qui se sont fait un nom dans l'histoire depuis les premiers temps de la réformation jusqu'à la reconnaissance du principe de la liberté des cultes par l'Assemblée nationale, vol. 7 : L'Escale - Mutonis, Paris, Joël Cherbuliez, 1857, 578 p. (lire en ligne), p. 334-338.
- Didier Poton, « Élie Merlat, pasteur de l'Église réformée de Saintes (1658-1680). Une victime consentante de la justice du roi ? », dans Benoît Garnot (dir.), Les victimes, des oubliées de l'histoire ?, Rennes, Presses universitaires de Rennes, coll. « Histoire », 2000, 544 p. (ISBN 978-2-7535-2332-6, lire en ligne), p. 381–390.
- Didier Poton, « Papier de raison d'Élie Merlat, ministre de la Parole de Dieu en l'Église réformée de Saintes », Archives historiques de la Saintonge et de l'Aunis, t. 55,‎ 2001, p. 159-256 (présentation en ligne).
- Didier Poton, « Devenir pasteur d’une église réformée au XVIIIe siècle : l’exemple du Saintais Élie Merlat (1634-1705) : Études en hommage à Dominique Guillemet », dans Frédéric Chauvaud et Jacques Péret (dir.), Terres marines, Rennes, Presses universitaires de Rennes, coll. « Histoire », 2006, 368 p. (ISBN 978-2-7535-3239-7, lire en ligne), p. 229–235.
- Myriam Yardeni, « Fissures et paradoxes dans la théologie politique d’Élie Merlat (1634-1705) », Revue de l'histoire des religions, no 230,‎ 2013, p. 67–84 (ISSN 0035-1423, DOI 10.4000/rhr.8061, lire en ligne, consulté le 23 décembre 2024).